# Expozice bludných balvanů ve Velké Kraši
Expozice bludných balvanů ve Velké Kraši je veřejně volně přístupná sbírka bludných balvanů instalovaná v obci Velká Kraš v severním podhůří Rychlebských hor v okrese Jeseník v Olomouckém kraji. Bludné balvany jsou tvořeny skandinávsko-baltskými horninami a byly do podhůří Rychlebských hor transportovány Severoevropským pevninským ledovcem ve starších čtvrtohorách (pleistocénu). 

## Popis
Expozice je instalována v obci Velká Kraš, 150 m severně od soutoku Vidnávky a Černého potoka (50.3642178N, 17.1654333E). Obsahuje 72 bludných balvanů, nasbíraných v okolí obcí Vidnava, Velká Kraš a Stará Červená Voda. Největší exponát má vážením zjištěnou hmotnost 2,02 tuny. Délka balvanů se pohybuje v rozmezí 45 až 170 cm. Expozice byla postupně sestavena mezi lety 2000 a 2005. Exponáty jsou očíslovány a popsány na informační tabuli.

## Geologie
Ve středním pleistocénu bylo podhůří Rychlebských hor (Vidnavská nížina a Žulovská pahorkatina) pokryto pevninským ledovcem. Tento tzv. Severoevropský ledovcový štít se v ledových dobách (glaciálech) rozrostl ze Skandinávského pohoří po celé severní polovině Evropy. V elsterské ledové době zasáhl okraj ledovcového štítu i do podhůří Rychlebských hor a do Zlatohorské vrchoviny. Na Vidnavsku ledovec erodoval plastické kaolínové i tvrdé žulové skalní podloží i starší říční uloženiny Vidnávky. Uvedený horninový úlomkovitý materiál pak ledovec uložil na své spodině. Roztátím ledovce vznikly divočící řeky tavné vody, které uložily vrstevní sled štěrků a písků. Místy vznikla menší jezera, na jejichž dně se usazoval prach a jemný písek. Sedimenty související s přítomností ledovce se vyskytují hlavně mezi Vidnavou, Starou Červenou Vodou a Malou Kraší a dále pak budují ploché temeno vrchu Hrouda (289 m n. m.) mezi Vidnavou a Horními Heřmanicemi. Typickou složkou uvedených sedimentů jsou bludné balvany hornin, které pevninský ledovec erodoval ze skalního podloží ve švédsko-baltsko-finské oblasti. Vidnavsko představuje jedno z nejbohatších nalezišť bludných balvanů v České republice. Nejvíce jich nalezneme v okolí kaolínových jam jižně od Vidnavy a na již zmíněném návrší Hrouda.

## Složení a původ bludných balvanů
Bludné balvany tvoří nejčastěji žuly a jím příbuzné hlubinné vyvřeliny, dále pak ruly, migmatity, kvarcity, pískovce, vzácně vápence. Bludné balvany na území České republiky pocházejí ze Švédska, z ostrovů a dna Baltského moře a  z jihozápadního Finska. Uvedené oblasti jsou součástí Baltského štítu neboli Fenoskandie. Mnohé z hornin tvořících bludné balvany jsou svými minerály, strukturou a texturou natolik typické, že podle speciálních určovacích atlasů lze přesně vymezit jejich původ.
V expozici jsou zastoupeny následující provenienčně přesně určené bludné balvany:
- žula typu rapakivi, pyterlitická žula, žulové a křemenné porfyry z Ålandského souostroví,
- červený křemenný porfyr ze dna Baltského moře jihovýchodně od Ålandského souostroví,
- Oxåsen porfyr, Grönklitt porfyrit, žuly typu Siljan a Garberg z regionu Dalarna ve středním Švédsku, filipstadská žula od jezer Vänern a Vättern,
- žuly, porfyry a kvarcity z regionu Småland v jihovýchodním Švédsku,
- rula z ostrova Bornholmu,
- jotnický pískovec (červený pískovec proterozoika Švédska, Finska nebo Botnického zálivu),
- bazální Nexö pískovec z Bornholmu (spodní kambrium),
- skolitový pískovec (s fosilními doupaty ichnorodu Skolithos) ze spodního kambria jižní části Baltského moře,
- pískovec typu Hardeberga ze spodního kambria jižní části Baltského moře,
- páskovaný kalmarsundský pískovec ze spodního kambria jižní části Baltského moře.